# Imperi Qajar
L'Imperi Qajar també conegut com la Pèrsia Qajar, va ser un imperi iranià governat per la dinastia Qajar, que era d'origen turc, concretament de la tribu Qajar, des del 1789 al 1925. La família Qajar va prendre el control total de l'Iran el 1794, destituint Lotf 'Ali Khan, l'últim Shah de la dinastia Zand, i va reafirmar la sobirania iraniana sobre grans parts del Caucas. El 1796, Mohammad Khan Qajar es va apoderar de Mashad amb facilitat, posant fi a la dinastia afxàrida, i Mohammad Khan va ser formalment coronat com a Shah després de la seva campanya punitiva contra els súbdits georgians de l'Iran.
Alguns incidents fronterers amb l'Imperi Otomà havien portat a una guerra total fins que es va acordar amb Mahmut II el Tractat d'Erzurum el 1823.
Al Caucas, la dinastia Qajar va perdre definitivament moltes de les àrees integrals de l'Iran a causa de l'Imperi rus al llarg del segle xix, que comprenia l'actual Geòrgia, Daguestan, Azerbaidjan i Armènia.

## Sobirans

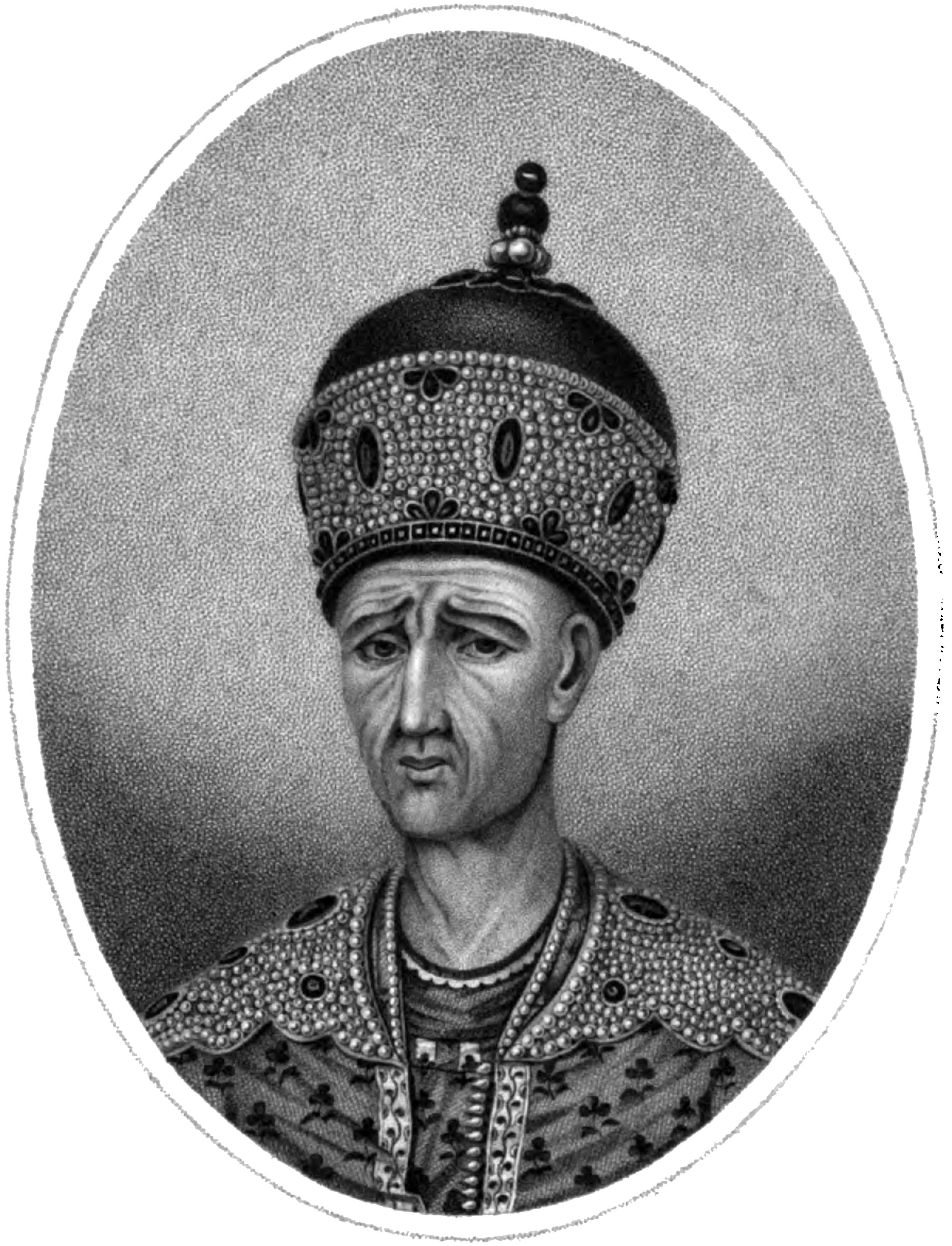
Agha Muhàmmad Khan Qajar
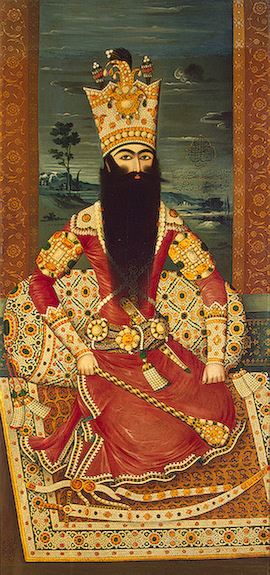
Fat·h-Alí Xah Qajar
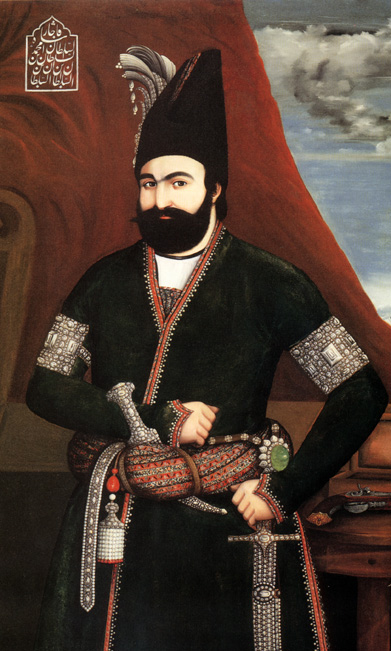
Muhammad Xah Qajar
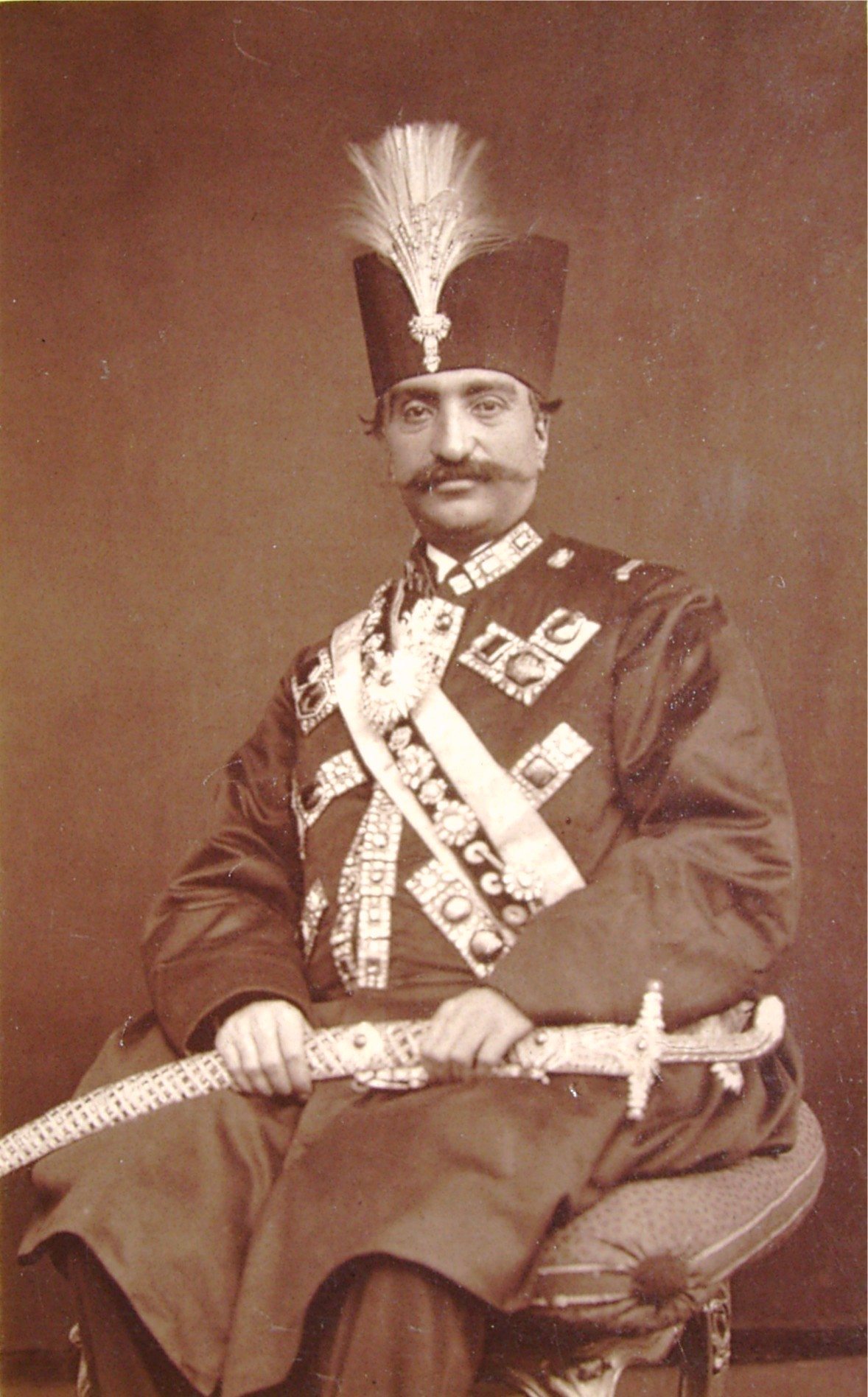
Nàssir-ad-Din Xah Qajar
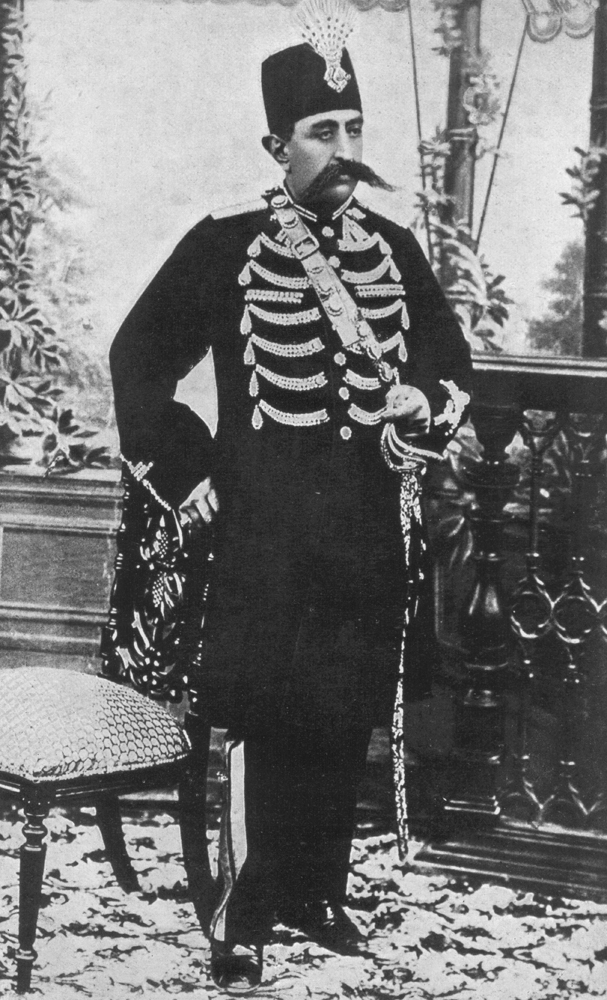
Mudhàffar-ad-Din Xah Qajar
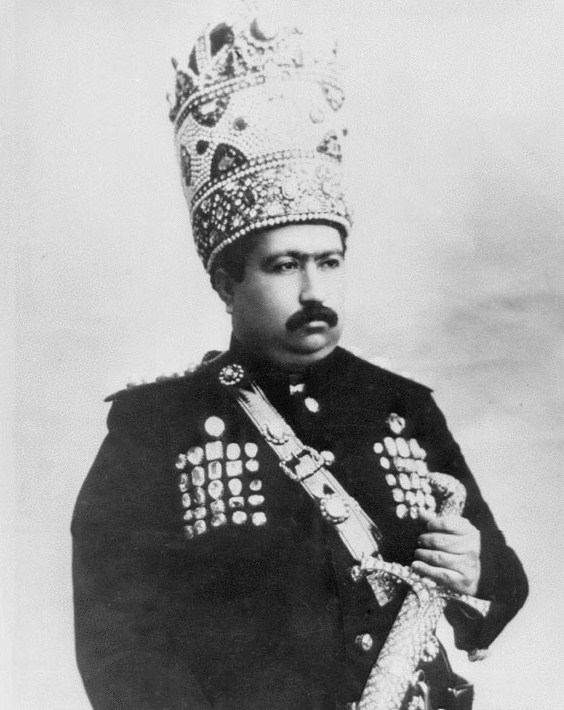
Muhàmmad-Alí Xah Qajar
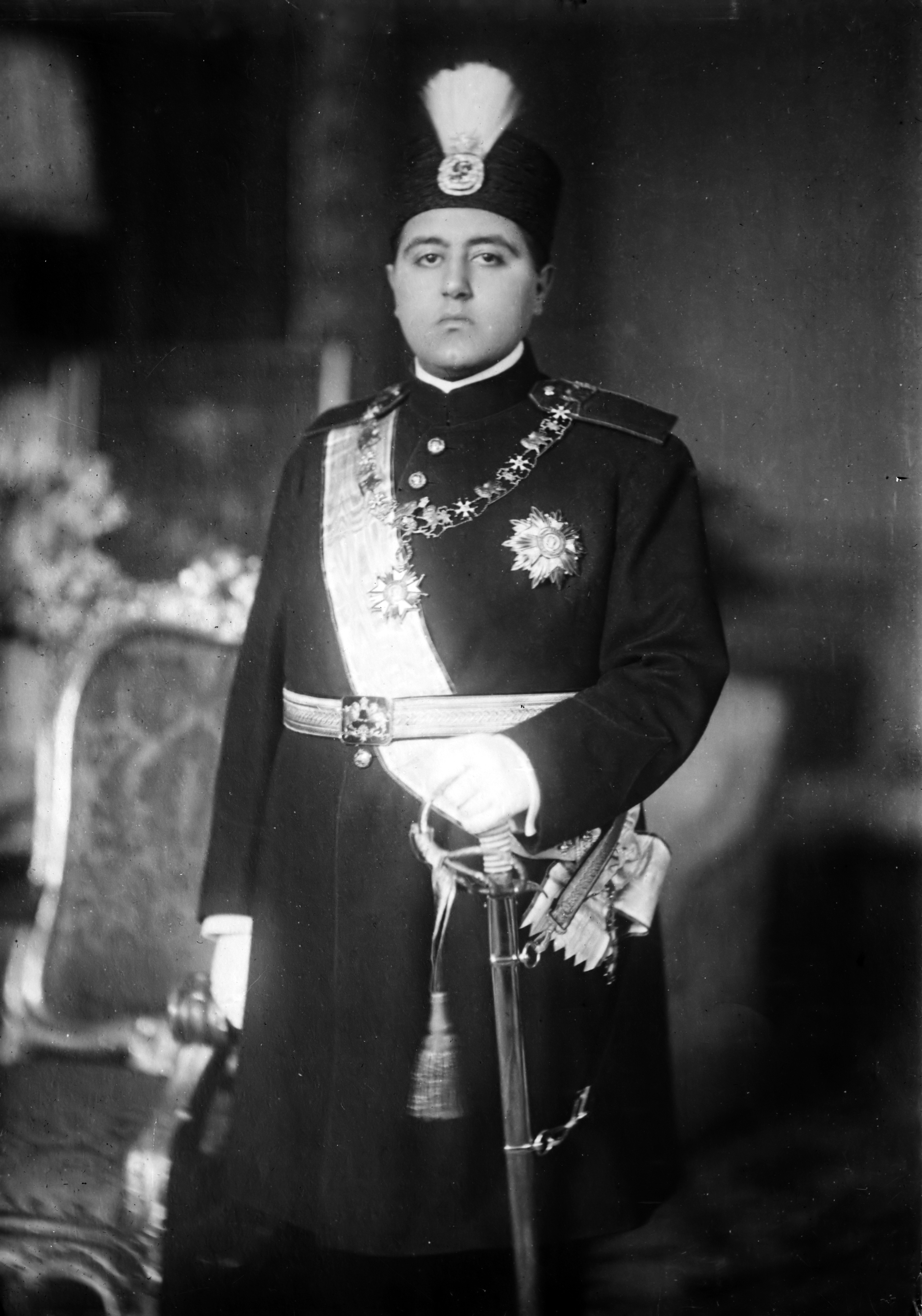
Ahmad Xah Qajar